# (23768) Abu-Rmaileh
(23768) Abu-Rmaileh est un astéroïde de la ceinture principale d'astéroïdes.

## Description
(23768) Abu-Rmaileh est un astéroïde de la ceinture principale d'astéroïdes. Il fut découvert le 24 juin 1998 à Socorro (Nouveau-Mexique) par le projet LINEAR. Il présente une orbite caractérisée par un demi-grand axe de 2,29 UA, une excentricité de 0,10 et une inclinaison de 4,2° par rapport à l'écliptique.

## Compléments